# Italian Touring Car Competition
Italian Touring Car Competition (ITCC) – mistrzostwa samochodów turystycznych organizowane we Włoszech w latach 1987–1999 oraz 2003–2008.
Seria powstała w 1987 roku, w 1993 wprowadzono samochody superturystyczne (Class 2 zgodnie z  regulaminem FIA) w miejsce samochodów grupy A. W sezonie 2000 serię przekształcono w mistrzostwa Europy co spowodowało zawieszenie tych wyścigów na szczeblu włoskim. Reaktywacja nastąpiła w 2003 roku według przepisów dla samochodów kategorii superprodukcyjnej która została zlikwidowana na europejskim szczeblu. W 2005 roku wprowadzono na równi ze światową serią zasady Super 2000 (dodatkowo dwie rundy tego sezonu były liczone zarówno do klasyfikacji WTCC jak i CIS). Z upływem lat liczba startujących zawodników malała i w trakcie sezonu 2008 CIS została połączona z inną włoską serią: Driver's Trophy.

## Mistrzowie
| Rok                                                | Kierowca               | Samochód            |
| -------------------------------------------------- | ---------------------- | ------------------- |
| 1987                                               | Michele Di Gioia       | BMW M3              |
| 1988                                               | Gianfranco Brancatelli | Alfa Romeo 75 Turbo |
| 1989                                               | Johnny Cecotto         | BMW M3              |
| 1990                                               | Roberto Ravaglia       | BMW M3              |
| 1991                                               | Roberto Ravaglia       | BMW M3              |
| 1992                                               | Nicola Larini          | Alfa Romeo 155 GTA  |
| 1993                                               | Roberto Ravaglia       | BMW M3              |
| 1994                                               | Emanuele Pirro         | Audi 80 quattro     |
| 1995                                               | Emanuele Pirro         | Audi A4 quattro     |
| 1996                                               | Rinaldo Capello        | Audi A4 quattro     |
| 1997                                               | Emanuele Naspetti      | BMW 320i            |
| 1998                                               | Fabrizio Giovanardi    | Alfa Romeo 156      |
| 1999                                               | Fabrizio Giovanardi    | Alfa Romeo 156      |
| W latach 2000–2002 mistrzostwa nie były rozgrywane |                        |                     |
| 2003                                               | Salvatore Tavano       | Alfa Romeo 147      |
| 2004                                               | Adriano de Micheli     | Alfa Romeo 147      |
| 2005                                               | Alessandro Zanardi     | BMW 320i            |
| 2006                                               | Roberto Colciago       | SEAT León           |
| 2007                                               | Cesare Cremonesi       | BMW 320i            |
| 2008                                               | Massimo Arduini        | Honda Accord        |